# GS Staalwerken Stadion
GS Staalwerken Stadion, Campus de Braak, is een multifunctionele accommodatie in de Nederlandse plaats Helmond, Noord-Brabant. De accommodatie is voornamelijk bekend als thuisbasis van betaald voetbalclub Helmond Sport en biedt plaats aan 3.600 toeschouwers. Daarnaast omvat het de middelbare school Praktijkcollege Helmond, een NOC*NSF-sporthal, enkele gymzalen, fysiotherapiepraktijk en een onderkomen voor amateurvoetbalclub SV De Braak.

## Algemeen

### Eerste wedstrijd
De eerste officiële wedstrijd in het GS Staalwerken Stadion werd op vrijdag 7 maart 2025 gespeeld door Helmond Sport en MVV Maastricht. Het eerste doelpunt werd gescoord door Anthony van den Hurk. Het eerste deel van de wedstrijd werd geboycot door de harde kern van de thuisploeg uit onvrede over de nieuwe toegangsprijzen.
| Vrijdag 7 maart 2025, 20:00 uur Eerste divisie speelronde 29                                                                                                  | Helmond Sport                                                                               | 4-0 (3-0) | MVV Maastricht | Opstelling Helmond Sport | Opstelling MVV Maastricht |  |
| Stadion: GS Staalwerken Stadion, Helmond Toeschouwers: 3.000 Scheidsrechter: Van den Kerkhof Assistenten: Diks Assistenten: T. Krijt 4de official: J. Kuipers | 39. Van den Hurk 10', 23' 32. Essakkati; 47. Doudah 14' 11. Daneels 9. Šits 78' 19. Ingason |           |                | 1. Van der Steen , 27. Absalem 54' 78' ( 17. Van Hove), 5. Scholz, 4. Halhal, 41. Dekkers, 47. Doudah 62' ( 10. Golliard), 32. Essakkati 69' ( 12. Ogenia), 52. Van Himbeeck 62' ( 8. Ostrc), 39. Van den Hurk 69' ( 9. Šits), 19. Ingason, 11. Daneels RESERVEBANK: 21. Hendriks, 23. Aben, 2. Pachonik, 3. Van den Eynden, 7. Bisselink, 8. Ostrc, 9. Šits, 10. Golliard, 12. Ogenia, 17. Van Hove, 29. Zimuangana | 12. Matthys, 34. Schenk 64' ( 25. Tehubyuluw), 4. Coomans, 20. Francis, 32. Zeegers, 38. Klaasen 58' ( 6. El Basri), 29. Timas 58' ( 11. Buifrahi), 31. Kleinen ( 71'), 9. Braken 71' ( 27. Foubert), 5. Smeets 71' ( 10. Slegers), 21. Esajas RESERVEBANK: 1. Lambrix, 16. Librici, 6. El Basri, 10. Slegers, 11. Buifrahi, 14. Penders, 17. Kassimi, 24. Sangen, 25. Tehubyuluw, 27. Foubert |  |
| Stadion: GS Staalwerken Stadion, Helmond Toeschouwers: 3.000 Scheidsrechter: Van den Kerkhof Assistenten: Diks Assistenten: T. Krijt 4de official: J. Kuipers |                                                                                             |           |                | 1. Van der Steen , 27. Absalem 54' 78' ( 17. Van Hove), 5. Scholz, 4. Halhal, 41. Dekkers, 47. Doudah 62' ( 10. Golliard), 32. Essakkati 69' ( 12. Ogenia), 52. Van Himbeeck 62' ( 8. Ostrc), 39. Van den Hurk 69' ( 9. Šits), 19. Ingason, 11. Daneels RESERVEBANK: 21. Hendriks, 23. Aben, 2. Pachonik, 3. Van den Eynden, 7. Bisselink, 8. Ostrc, 9. Šits, 10. Golliard, 12. Ogenia, 17. Van Hove, 29. Zimuangana | 12. Matthys, 34. Schenk 64' ( 25. Tehubyuluw), 4. Coomans, 20. Francis, 32. Zeegers, 38. Klaasen 58' ( 6. El Basri), 29. Timas 58' ( 11. Buifrahi), 31. Kleinen ( 71'), 9. Braken 71' ( 27. Foubert), 5. Smeets 71' ( 10. Slegers), 21. Esajas RESERVEBANK: 1. Lambrix, 16. Librici, 6. El Basri, 10. Slegers, 11. Buifrahi, 14. Penders, 17. Kassimi, 24. Sangen, 25. Tehubyuluw, 27. Foubert |  |
| Stadion: GS Staalwerken Stadion, Helmond Toeschouwers: 3.000 Scheidsrechter: Van den Kerkhof Assistenten: Diks Assistenten: T. Krijt 4de official: J. Kuipers |                                                                                             |           |                | 1. Van der Steen , 27. Absalem 54' 78' ( 17. Van Hove), 5. Scholz, 4. Halhal, 41. Dekkers, 47. Doudah 62' ( 10. Golliard), 32. Essakkati 69' ( 12. Ogenia), 52. Van Himbeeck 62' ( 8. Ostrc), 39. Van den Hurk 69' ( 9. Šits), 19. Ingason, 11. Daneels RESERVEBANK: 21. Hendriks, 23. Aben, 2. Pachonik, 3. Van den Eynden, 7. Bisselink, 8. Ostrc, 9. Šits, 10. Golliard, 12. Ogenia, 17. Van Hove, 29. Zimuangana | 12. Matthys, 34. Schenk 64' ( 25. Tehubyuluw), 4. Coomans, 20. Francis, 32. Zeegers, 38. Klaasen 58' ( 6. El Basri), 29. Timas 58' ( 11. Buifrahi), 31. Kleinen ( 71'), 9. Braken 71' ( 27. Foubert), 5. Smeets 71' ( 10. Slegers), 21. Esajas RESERVEBANK: 1. Lambrix, 16. Librici, 6. El Basri, 10. Slegers, 11. Buifrahi, 14. Penders, 17. Kassimi, 24. Sangen, 25. Tehubyuluw, 27. Foubert |  |
| |                                                                                             |           |                | | |  |